# トム・ムーア
トム・ムーア（Tomm Moore、1977年1月7日 - ）は、アイルランドの映画監督、アニメーター、演出家。

## 経歴
ダブリンの学校でアニメの技術を学んだ後、22歳の時にキルケニーにアニメスタジオ「カートゥーン・サルーン」を設立。スタジオジブリのアニメーション作品に影響を受けていると語っており、好きな作品は『となりのトトロ』と『もののけ姫』。
監督を務めた『ブレンダンとケルズの秘密』『ソング・オブ・ザ・シー 海のうた』でアカデミー長編アニメ映画賞にノミネートする。2015年にムラカミ賞受賞。2020年三部作の三作目になる『ウルフウォーカー』を発表し、やはり高い国際的な評価を得た。

## 参加作品

### 長編映画
- The 3 Wise Men（2003年、作画）
- ブレンダンとケルズの秘密（2009年、監督・共同プロデューサー・キャラクターデザイン）
- パラノーマン ブライス・ホローの謎（2012年、With thanks to）
- ソング・オブ・ザ・シー 海のうた（2014年、原作・監督・プロデューサー・コンセプトアート・キャラクターデザイン・ストーリーボード・作画）
- 預言者（2014年、「愛について」演出）
- 生きのびるために（2017年、プロデューサー・コンセプトデザイン・ストーリーボード）
- ウルフウォーカー(2020年、原作・監督・プロデューサー・コンセプトアート・キャラクターデザイン）

### 短編映画
- From Darkness（2002年、キャラクターデザイン・作画）
- Cúilín Dualach（2004年、アートディレクター・キャラクターデザイン・背景美術・作画）
- The Backwater Gospel（2011年、デザインコンサルタント）

### テレビアニメ
- ウーナとババの島（2015年 - 、原作）

### WEBアニメ
- エターナル・エディ（2015年、プロデューサー）